# Cartonema tenue
Cartonema tenue är en himmelsblomsväxtart som beskrevs av Théodore Caruel. Cartonema tenue ingår i släktet Cartonema och familjen himmelsblomsväxter. Inga underarter finns listade.